# Tobin Heath
Tobin Heath, född 29 maj 1988 i Morristown i New Jersey, är en amerikansk fotbollsspelare. Hon spelar för närvarande professionellt för USA:s damlandslag i fotboll.  
Heath spelar vanligtvis som en anfallare eller en attackerande mittfältare och främst på höger sida. Hennes professionella karriär började i Women's Professional Soccer, med en säsong (2010) med Atlanta Beat, en säsong med Sky Blue FC (2011) och en säsong med New York Fury tills Women's Professional Soccer lades ner år 2012. Hon spelade i Frankrike med Paris Saint-Germain för säsongen 2013-14 innan hon gick vidare till klubben, Portland Thorns FC. 
Heath vann guld med landslaget vid OS i Peking 2008, OS i London 2012, världsmästerskapet i fotboll för damer 2015 och världsmästerskapet i fotboll för damer 2019. 

## Biografi
Heath föddes till föräldrarna Jeff och Cindy Heath. Hon växte upp i Basking Ridge, New Jersey. Heaths närmaste kusin, Dawn Fulmer bodde också i New Jersey vid den tiden och ägde skolan som Tobin och hennes syskon gick på. Heath har en yngre bror och två äldre systrar. 

## Klubbkarriär

### Manchester United (2020–2021)
Den 9 september 2020 meddelade Manchester United från FA Women's Super League att de hade undertecknat Heath, tillsammans med sin landslagskollega Christen Press, till ettåriga kontrakt. Hon debuterade den 4 oktober som ersättare i 70:e minuten i en 3–0-seger över Brighton & Hove Albion och Heath stod för en assist. Hon gjorde sitt första mål för klubben den 18 oktober i en 4–2-seger över West Ham United.
Efter att ha utsatts för en fotledsskada sedan januari 2021 meddelades det i april att Heath sedan dess hade drabbats av ytterligare en knäskada och hade återvänt till USA för att försöka rehabilitera i tid för sommarens olympiska spel och avslutade sin debutsäsong med United i förtid. Den 24 juni meddelade klubben att Heath skulle lämna när kontraktet löpte ut i slutet av månaden.

### Arsenal (2021–2022)
Den 3 september 2021 skrev Heath på för Arsenal. Hon gjorde sin debut som avbytare mot Manchester City den 26 september 2021, under Arsenals 5–0 seger.
Efter att ha blivit utesluten för slutet av säsongen med en mindre hälsena skada på träningen, kom Heath och Arsenal ömsesidigt överens om att säga upp hennes kontrakt tidigt den 28 april 2022.

### OL Reign (2022–)
Den 16 juni 2022 skrev Heath under med OL Reign.

## I populärkultur
Heath finns tillsammans med sina landslagskamrater i FIFA 16, det är första gången kvinnliga spelare ingick i spelet. I september 2015 rankades hon av EA Sports som nummer 15 kvinnliga spelaren i spelet.

## Privatliv
År 2019 lanserade Heath, tillsammans med nuvarande och tidigare lagkollegor i USA:s damlandslag, Christen Press, Meghan Klingenberg och Megan Rapinoe det lyxiga livsstilsmärket Rə-Inc. Heath fungerar som den kreativa kraften bakom varumärket. Heath har skapat och auktionerat originalverk. Vid varje konstauktion har en del av intäkterna donerats till gräsrotsorganisationer.